# Prosthennops
Prosthennops — рід вимерлих пекарі, що жили в Північній і Центральній Америці між середнім міоценом і нижнім пліоценом (близько 15-5 мільйонів років тому).

## Опис
Ця тварина була дуже схожа на сучасних пекарі як зовнішнім виглядом, так і розміром. Простеннопс мав висоту в плечах близько 76 см. Особини в північній частині ареалу були більші, ніж у південній частині Центральної Америки. 
Prosthennops мав міцний череп із вдавленою та витягнутою мордою (але меншою мірою, ніж інші вимерлі пекарі, такі як Mylohyus). Скулові/виличні кістки були великими, як у африканських бородавочників, розвиваючись збоку у вигляді масивних горбків. Передщелепні кістки були добре розвинені і мали лише дві пари різців, з яких друга пара часто була рудиментарною. Ікла були спрямовані вниз, а не вперед, як у сучасних кабанів. Високорозвинені ікла мали еліптичний поперечний переріз. Молярізація премолярів була вже дуже розвиненою: другий і третій премоляри були короткими, з майже круглим контуром. Моляри мали низькі коронки (брахідонти), вкриті товстим шаром емалі і з дуже простими горбками.

## Таксономія
Рід Prosthennops був заснований Метью і Гідлі в 1904 році; типовий вид, Prosthennops serus, був раніше описаний Едвардом Дрінкером Копом як Dicotyles serus. Ряд видів віднесені до роду Prosthennops на більшій частині західної частини США (але також в Алабамі та Мексиці). Деякі з цих видів, такі як P. niobrarensis і P. xiphodonticus, явно є більш похідними, ніж інші, і справді нагадують сучасних тайассуїдів; тому їх не можна віднести до роду Prosthennops. Дональд Протеро стверджує, що рід історично був сміттєвим таксоном.
Prosthennops містить такі види:
- Prosthennops condoni
- Prosthennops haroldcooki
- Prosthennops kernensis
- Prosthennops niobrarensis
- Prosthennops rex
- Prosthennops serus
- Prosthennops xiphodonticus
- Prosthennops ziegleri